# Сангинетти, Эдуардо
Эдуардо Сангинетти (исп. Eduardo Sanguinetti; 30 декабря 1951, Буэнос-Айрес, Аргентина) — аргентинский философ, журналист, поэт, музыкант, кинорежиссёр, театральный постановщик и экологический активист.

## Образование
Родился в семье военного Эдуардо Хулио Сангинетти, мать — Ольга Алегре Диб де Сангинетти. Его дед по отцовской линии, Инхерьеро А. Эдуардо Сангинетти, инженер, был высокопоставленным работником корпорации YPF. Прадед, Аполлинарио Эсколатико Сангинетти, был основателем «El Entre Ríos» — первого СМИ в Аргентинской Месопотамии.
Эдуардо Сангинетти обучался в Институте школьных братьев-маристов, затем, получив степень бакалавра, продолжил учёбу в Католическом университете Аргентины по специальности политология. Изучал искусство в Школе изящных искусств «Прилидиано Пуэйрредон», философию в Университете Буэнос-Айреса. Окончил образование в Кембридже, получив статус PhD по философии

## Работа
Занимается журналистикой, музыкой в жанрах амбиент, минимализм и арт-рок, регулярно устраивает театральные постановки и арт-перфомансы. Известный теоретик искусства Карлос Эспартако, написавший арт-биографию «Eduardo Sanguinetti: La experiencia de los limites» называет его «колоссом от искусства». Поставил фильм Solum (1983 год), считающийся первым фильмом постдиктаторской демократической Аргентины.
Эдуардо Сангинетти является автором известного Manifiesto de los Indignados de la Cruz del Sur (Уругвай, 2011 год), написанного под влиянием общемирового кризиса, массовых протестов по всему миру (Occupy Wall Street, протесты против безработицы в Испании). Текст Манифеста критикует неолиберальную модель и политику современных государств. Манифест стал популярен среди испаноязычных протестных движений и оказал на них серьёзное влияние.
В 90-е годы издавал новаторский для тогдашней Аргентины журнал La Extranjera.

## Книги
Эдуардо Сангинетти автор ряда книг:
- 1980, Escuchad buena gente.
- 1983, Actividad voluntaria de la naturaleza.
- 1984, Alter ego. (переиздана в 1986)
- 1985, Morbi Dei.
- 1988, Per se.
- 1991, Territorio de pájaros.
- 1992, Balada de la vieja nueva ola para héroes solitarios.
- 1994, El pedestal vacío.
- 2000, Cucu-Dodo (Final en forma ordenada)
- 2007, Big Relato
- 2017, Blues Circunstancial

## Семейное положение
Эдуардо Сангинетти разведён, имеет девятерых детей (пять дочерей, четверо сыновей.)